# Euxoa ahmed
Euxoa ahmed là một loài bướm đêm trong họ Noctuidae.